# قوری‌چای (بیجار)
قوری چای (بیجار)، روستایی از توابع بخش چنگ الماس شهرستان بیجار در استان کردستان است.

## جمعیت
این روستا در دهستان بابارشانی قرار دارد و براساس سرشماری مرکز آمار ایران در سال ۱۳۸۵، جمعیت آن ۸۲ نفر (۱۸خانوار) بوده‌است.